# چاه شور (عشق‌آباد)
چاه شور، روستایی در دهستان چاه مسافر بخش کوه یخاب شهرستان عشق‌آباد در استان خراسان جنوبی ایران است.

## جمعیت
بر پایه سرشماری عمومی نفوس و مسکن در سال ۱۳۹۵، جمعیت این روستا برابر با ۵۲ نفر (۱۵ خانوار) بوده است.